# Teodoro Sampaio (Bahia)
Teodoro Sampaio é um município brasileiro do estado da Bahia. Localiza-se à latitude 12º17'36" sul e à longitude 38º37'42" oeste, com altitude de 121 metros. Sua população estimada pelo IBGE em 2024 era de 7 301 habitantes, distribuídos em 244,613 km² de área.